# Обрубленный мурекс
Обрубленный мурекс (лат. Hexaplex trunculus) — брюхоногий моллюск из семейства Мурексов.
Синонимы:
- Murex trunculus (L. 1758)
- Phyllanotus trunculus

## Описание
Длина раковины 35 — 108 мм. Раковина небольшого или среднего размера, веретеновидно-овальной формы, крепкая. Сформированная 7 относительно выпуклыми уступчатыми оборотами. Окраска раковины сильно варьирует у различных особей. Моллюск является хищником.
|  |  |

## Ареал
Вид обитает в Средиземном море, на Атлантическом побережье Европы и Африки, в частности, Испания, Португалия, Марокко, Канарские острова, Азорские острова.

## Использование человеком
Для производства пурпура финикийцы использовали моллюсков трёх видов, включая обрубленный мурекс (Hexaplex trunculus). Пурпур данного вида представляет собой смесь пурпурного 6,6'-диброминдиго и синего индиго и имеет голубовато-фиолетовый цвет.
Есть основания считать, что данный моллюск использовался для производства и другого известного по историческим источникам красителя голубого или пурпурно-голубого оттенка, упоминаемого в Библии (Танахе) как «тхелет». Данный краситель и сейчас крайне важен для обрядовой стороны иудаизма — для правильной выделки кистей-цицит. Однако способ получения тхелет был давно утрачен. С начала прошлого века некоторые раввины активно искали способ восстановления тхелет. В настоящее время обрубленный мурекс считается наиболее верным сырьем для тхелет. Однако большинство авторитетов отказываются использовать это открытие вследствие утраты непрерывной традиции, и только меньшинство религиозных иудеев красят кисти-цицит в тхелет в наши дни.